# فرودگاه ایست میدلند
فرودگاه ایست میدلند (به انگلیسی: East Midlands Airport) یک فرودگاه همگانی مسافربری با کد یاتا EMA است که یک باند فرود آسفالت دارد و طول باند آن ۲۸۹۳ متر است. این فرودگاه در شهر میدلند شرقی کشور انگلستان قرار دارد و در ارتفاع ۹۳ متری از سطح دریا واقع شده‌است.

## شرکت‌های هواپیمایی و مقصدهای پروازی

### مسافری
The following airlines operate regular scheduled and charter flights to and from East Midlands Airport:
| شرکت‌های هواپیمایی             | مقصدهای پروازی |
| ----------------------------- | --- |
| ایر اروپا for Thomson Airways | فصلی: فوئرته‌ونتورا |
| Aurigny                       | گوئرنزی |
| بی‌اچ ایر                      | فصلی: بورگاس، صوفیه (آغاز از ۲۳ دسامبر ۲۰۱۷) |
| بی‌ام‌آی رجیونال                | بروکسل |
| فلای‌بی                        | اسخیپول آمستردام، شهری جورج بست بلفاست، ادینبرو، گلاسگو فصلی: جرزی، ساوت‌همپتون |
| جت۲.کام                       | آلیکانته-الچه، بوداپست فرنک لیست، گرن کناریا، لانزاروته، کریستیانو رونالدو، مالاگا، شارل دوگل پاریس، تنریف جنوبی فصلی: آلمریا، آنتالیا، شامبری ساووی، سفلوونیا، کورفو، دالامان، دوبروونیک، فارو، فوئرته‌ونتورا، کریستیانو رونالدو، ژنو، جیرونا-کاستا براوا، گرنوبل-ایزره، هراکلین، ایبیزا، جزیره کوس، لارناکا، مالت، منورکا، مورسیا-سان یاویر، ناپل، پالما د مایورکا، پافوس، گالیله، پراگ رازیون، رئوس، رود، زالتسبورگ، اسپلیت، سالونیک، زاکینثوس |
| رایان‌ایر                      | آلیکانته-الچه، اوریو آل سریو، برلین شونفلد، بوداپست فرنک لیست، دوبلین، فارو، فوئرته‌ونتورا، گرن کناریا، ایرلند غربی، جان پل دوم کراکوف-بالیس، لانزاروته، لیموگس - بلگراد، لودز لوبلینک، مالاگا، مالت، ریگا، چمپینو، رم، رزسزاوشو-جسینکا، سن پابلو (آغاز از ۲۹ اکتبر ۲۰۱۷)، تنریف جنوبی، ترویزو، وارساو مادلن، وروتسواف کوپرنیکوس فصلی: بارسلونا-ال پرات، برژراک دردونژ پریگورد، کارکاسون، خانیا، کورفو، دینار - پلورتویی - سن-ملو، جیرونا-کاستا براوا، ایبیزا، لا روشل – ایل دو ر، منورکا، مورسیا-سان یاویر، ناپل، پالما د مایورکا، گالیله، رئوس، رود، والنسیا |
| Thomas Cook Airlines          | فوئرته‌ونتورا، گرن کناریا، لانزاروته، تنریف جنوبی فصلی: بورگاس, کورفو، دالامان، هراکلین، ایبیزا، لارناکا، منورکا، پالما د مایورکا، پافوس، رود، ملی جزیره اسکیاتوس، زاکینثوس |
| Thomson Airways               | آلیکانته-الچه، گرانتلی ادمز, فوئرته‌ونتورا، کریستیانو رونالدو، گرن کناریا، لانزاروته، مالاگا، تنریف جنوبی فصلی: بورگاس، کانکون، کینتانا رو، کورفو، دالامان، فارو، هراکلین، ایبیزا، سفلوونیا، جزیره کوس، لارناکا، منورکا، ناپل، اورلندو سنفورد، پالما ده مایورکا، پافوس، پولا، کفلاویک، رود، ملی جزیره اسکیاتوس، سالونیک، زاکینثوس چارتر فصلی: شامبری ساووی، زالتسبورگ |

### باری
| شرکت‌های هواپیمایی                               | مقصدهای پروازی |
| ----------------------------------------------- | --- |
| ASL Airlines Belgium                            | بلفاست، لیژ |
| ASL Airlines Belgium اجرا توسط فدکس اکسپرس      | لیژ، استانستد لندن |
| Atlantic Airlines                               | بازل-مولوز-فرایبورگ اروپا، بلفاست، ادینبرو، اکستر، جرزی، نیوکاسل |
| دی‌اچ‌ال اوییشن اجرا توسط آئرولوگیک               | بروکسل، لایپزیگ/هال، فرانکفورت، هنگ کنگ چارتر: سینسیناتی/کنتاکی شمالی |
| دی‌اچ‌ال اوییشن اجرا توسط ASL Airlines Hungary    | دوبلین، شارل دوگل پاریس، شنن |
| دی‌اچ‌ال اوییشن اجرا توسط ای‌اس‌ال ایرلاینز ایرلند  | لایپزیگ/هال، شارل دوگل پاریس، شنن |
| دی‌اچ‌ال ایر بریتانیا اجرا توسط Atlantic Airlines | آبردین، کلن بن |
| دی‌اچ‌ال اوییشن اجرا توسط کارگوایر                | لایپزیگ/هال |
| دی‌اچ‌ال اوییشن اجرا توسط دی‌اچ‌ال ایر بریتانیا     | اسخیپول آمستردام، بلفاست، اوریو آل سریو، بروکسل، سینسیناتی/کنتاکی شمالی، کلن بن، کپنهاگ، دوبلین، ادینبرو، فرانکفورت، لایپزیگ/هال، هیترو لندن، مادرید-باراخاس، جان اف کندی، شارل دوگل پاریس، شنن، ویتوریا |
| دی‌اچ‌ال اوییشن اجرا توسط کالیتا ایر              | بروکسل، سینسیناتی/کنتاکی شمالی |
| دی‌اچ‌ال ایر بریتانیا اجرا توسط ام‌ان‌جی ایرلاینز   | لایپزیگ/هال |
| دی‌اچ‌ال اوییشن اجرا توسط Southern Air            | لایپزیگ/هال |
| دی‌اچ‌ال ایر بریتانیا اجرا توسط Swiftair          | اوریو آل سریو، ویتوریا، کلن بن |
| هواپیمایی اتحاد                                 | ابوظبی، اسخیپول آمستردام، ریکن‌بیکر، فرانکفورت-هان |
| ایسلندایر                                       | لیژ، کفلاویک |
| پست سلطنتی اجرا توسط Bluebird Cargo             | ادینبرو |
| پست سلطنتی اجرا توسط West Atlantic              | آبردین، بلفاست، بورنموث، کاردیف، ادینبرو، گوئرنزی، جزیره من |
| پست سلطنتی اجرا توسط جت۲.کام                    | نیوکاسل |
| پست سلطنتی اجرا توسط Loganair                   | آبردین، ادینبرو |
| پست سلطنتی اجرا توسط تایتان ایرویز              | بورنموث |
| آروی‌ال اوییشن                                   | دوبلین، ادینبرو، گوئرنزی، جزیره من |
| یوپی‌اس ایرلاینز                                 | کلن بن، لوئیویل، فیلادلفیا |
| یوپی‌اس ایرلاینز اجرا توسط استار ایر             | کلن بن، بلفاست، ادینبرو |
| West Air Sweden                                 | گوئرنزی، جرزی، جزیره من |
| Woodgate Aviation                               | دوبلین، جزیره من |